# 波波马纳休山
波波馬納休山（英語：Mount Popomanaseu）是一座火山，是索羅門群島的最高峰。它位於馬卡拉孔布魯山以東的瓜達康納爾島。，是除新幾內亞及其衛星島嶼之外的南太平洋島嶼的最高峰。它對當地土著具有重要的文化意義，並為瓜達康納爾島許多特有物種提供重要的棲息地。